# Фаррар, Джон
Джон Фаррар (англ. John Farrar; род. 8 ноября 1946, Мельбурн) — австралийский музыкальный продюсер, автор песен, аранжировщик, певец и гитарист. Как музыкант, Фаррар является бывшим участником нескольких рок-н-ролльных групп, включая The Mustangs (1963-64), The Strangers (1964-70), Marvin, Welch & Farrar (1970-73) и The Shadows (1973-76); в 1980 году он выпустил сольный одноименный альбом. 
Как автор песен и продюсер, он известен по работе с Оливией Ньютон-Джон с 1971 по 1989 год. Он написал для нее синглы, ставшие в США хитом номер один: «Have You Never Been Mellow» (1975), «You’re the One That I Want» (1978; дуэт с Джоном Траволтой), «Hopelessly Devoted to You» (1978) и «Magic» (1980). Он также продюсировал большую часть записанного ею материала за это время, включая её альбомы номер один, If You Love Me, Let Me Know (1974), Have You Never Been Mellow (1975) и Olivia’s Greatest Hits Vol. 2 (1982). Он был сопродюсером саундтрека к фильму «Бриолин» (1978). Фаррар также продюсировал первый американский сингл Ньютон-Джон, ставший хитом номер один, «I Honestly Love You», который был удостоен премии «Грэмми» в номинации «Запись года» в 1975 году.